# Reprezentacja Hiszpanii na Mistrzostwach Europy w Wioślarstwie 2008
Reprezentacja Hiszpanii na Mistrzostwach Europy w Wioślarstwie 2008 liczyła 7 sportowców. Najlepszym wynikiem było 4. miejsce w czwórce bez sternika mężczyzn.

## Medale

### Złote medale
Brak

### Srebrne medale
Brak

### Brązowe medale
Brak

## Wyniki

### Konkurencje mężczyzn
- dwójka bez sternika (M2-): Pedro Rodríguez Aragón, Noe Guzman Del Castillo – 11. miejsce
- czwórka bez sternika (M4-): Pau Vela Maggi, Francisco Álvarez Paz, David Prada Fernandez, Jesús Álvarez González – 4. miejsce

### Konkurencje kobiet
- jedynka (W1x): Nuria Domínguez Asensio – 5. miejsce